# David Schartner
David Schartner (Salisburgo, 7 settembre 1988) è un ex calciatore austriaco, di ruolo portiere.